# 小林英恵
小林 英恵（こばやし はなえ）は、劇団四季所属の日本の舞台女優。2003年入団。日本大学芸術学部放送学科アナウンスコース卒業。

## 出演作品
- マンマ・ミーア!
- ガンバの大冒険（マンプク)
- ライオンキング（シェンジ）
- 魔法を捨てたマジョリン（ブツクサス）
- アナと雪の女王（オラフ）[2]